# ميخائيل هوارد (سياسي)
ميخائيل هوارد (بالإنجليزية: Michael Howard)‏ هو سياسي أمريكي، ولد في 1980. حزبياً، نشط في حزب العمال المزارعين الديمقراطيين في مينيسوتا والحزب الديمقراطي. وقد انتخب عضو مجلس نواب مينيسوتا (8 يناير 2019 – ).